# U.S. National Championships 1887
Die 7. U.S. National Championships 1887 waren ein Tennis-Rasenplatzturnier der Klasse Grand Slam. Erstmals wurde auch ein Dameneinzelturnier ausgetragen. Das Herrenturnier fand vom 22. bis 30. August 1887 im Newport Casino in Newport statt. Die Damen spielten vom 27. September bis 5. Oktober 1887 in Philadelphia.